# Telekineza
Telekineza je navodna psihička mogućnost koja omogućava čoveku da utiče na fizička zbivanja oko sebe, a bez fizičkog kontakta.
Ne postoje dokazi o postojanju ovakve vrste fenomena. Postoje osobe koje veruju u postojanje ovih pojava i smatraju ih natprirodnim, a neki se trude da to objasne sa naučnog aspekta. Oni to objašnjavaju postojanjem novih i neistraženih vidova energije i prirodnih zakonitosti koje još nisu pronađene.